# Frithville
Frithville är en ort i civil parish Frithville and Westville, i distriktet East Lindsey, Storbritannien. Den ligger i grevskapet Lincolnshire och riksdelen England, i den sydöstra delen av landet, 170 km norr om huvudstaden London. Frithville ligger 4 meter över havet och antalet invånare är 549. Frithville var en civil parish 1866–2005 när blev den en del av Frithville and Westville. Civil parish hade 627 invånare år 1961.
Terrängen runt Frithville är mycket platt. Närmaste större samhälle är Boston, 6,8 km söder om Frithville. Trakten runt Frithville består till största delen av jordbruksmark.